# 巴雷拉 (塞阿拉州)
巴雷拉是巴西塞阿拉州的一个市镇。总面积245.946平方公里，2007年总人口18676人，人口密度75.9人/平方公里。